# Tipula (Lunatipula) praecox
Tipula (Lunatipula) praecox is een tweevleugelige uit de familie langpootmuggen (Tipulidae). De soort komt voor in het Palearctisch gebied.